# Марко Делвекио
Марко Делвекио (итал. Marco Delvecchio; 7. април 1973) је бивши италијански фудбалер и национални репрезентативац.

## Каријера

### Клупска
Делвекио је играо за Интер, Венецију и Удинезе пре него што је 1995. године потписао за Рому. За римски клуб је наступао чак 10 сезона и са њима је 2001. освојио скудето и италијански Суперкуп. Године 2005. је напустио клуб те наступао по једну сезону за Брешу, Парму и Асколи. Споразумно је раскинуо уговор са Асколијем 10. маја 2007, а разлог су били играчева повреда колена и испадање клуба у Серију Б.
Пре прекида фудбалске каријере, Делвекио је још играо у нижелигашу Пескатори Остији.

### Репрезентативна
Играч је са италијанском У21 репрезентацијом 1996. освојио европско јуниорско првенство а исте године је са њоме играо и на Олимпијским играма у Атланти.
Са сениорским саставом је на ЕУРУ 2000. наступио у финалу а са њоме је још био и на Светском првенству 2002.

## Успеси

### Клупски
Рома
- Серија А: 2000/01.
- Суперкуп Италије: 2001.

### Репрезентативни
Италија
- Европско првенство до 21. године: 1996.
- Европско првенство: 2000